# Robin Ticciati

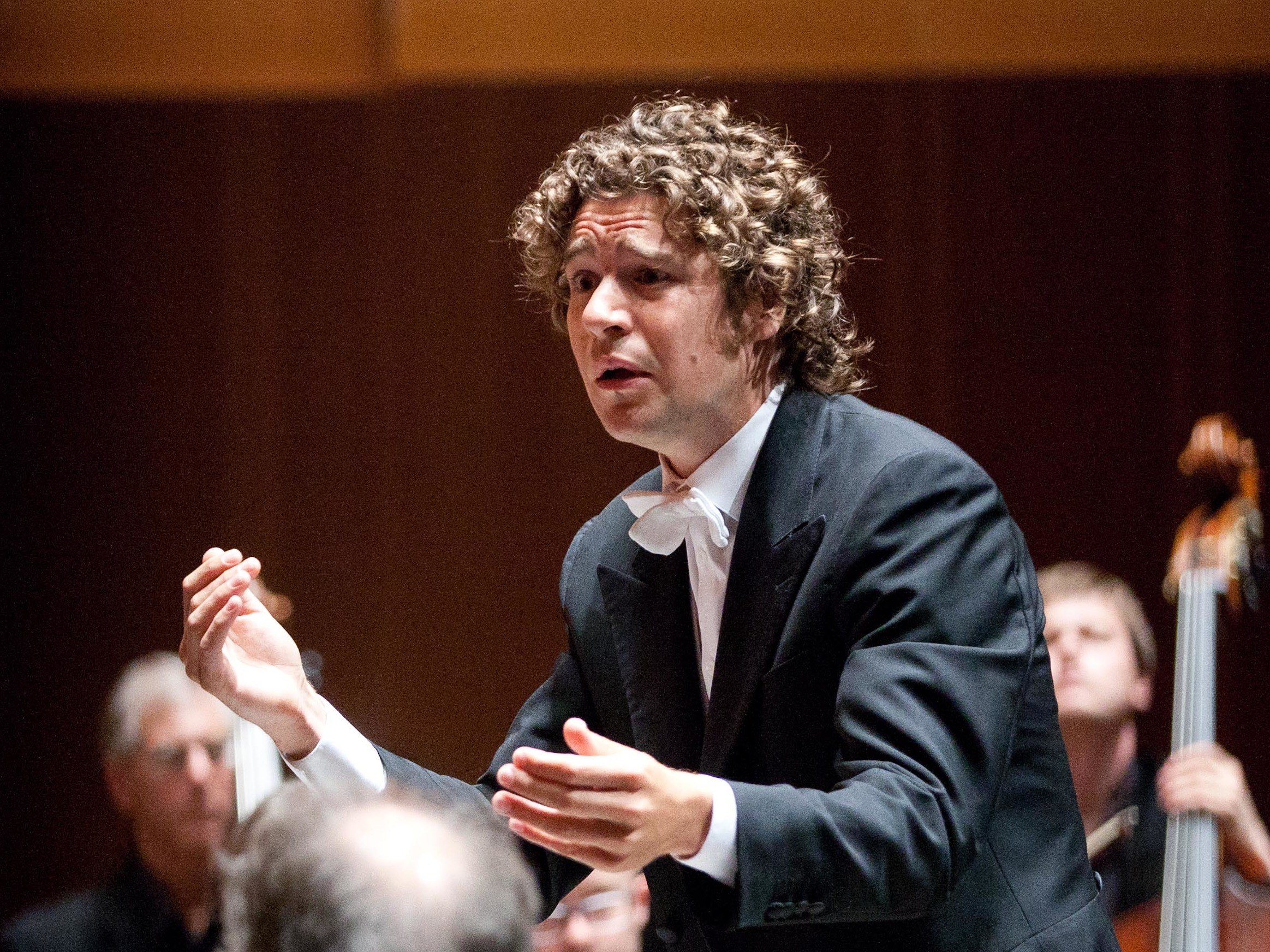
Robin Ticciati (2013)

Robin Ticciati, OBE (* 16. April 1983 in London) ist ein britischer Dirigent. Seit der Spielzeit 2017/2018 ist er Chefdirigent und Künstlerischer Leiter des Deutschen Symphonie-Orchesters Berlin (DSO Berlin). Bereits im Sommer 2014 trat er sein Amt als Music Director der Glyndebourne Festival Opera an.

## Künstlerischer Werdegang
Ausgebildet als Geiger, Pianist und Schlagzeuger, wandte sich Robin Ticciati im Alter von 15 Jahren dem Dirigieren zu, noch während er Mitglied des National Youth Orchestra of Great Britain war. Zu seinen Förderern gehören Sir Colin Davis und Sir Simon Rattle. Schon in seiner Zeit als Student an der St. Paul’s School dirigierte er die John Colet Singers in einer Vielzahl an Werken.
2002 wurde Robin Ticciati als Mitglied des National Youth Orchestra mit der Arthur-Belgin-Medaille als „Most Outstanding Musician of the Year“ ausgezeichnet. 2005 erhielt er das Borletti-Buitoni-Trust-Stipendium.
Mit seinem Debüt bei der Filarmonica della Scala im Juni 2005 wurde Robin Ticciati der jüngste Dirigent, der in der Historie der Mailänder Scala am Dirigentenpult stand. Im Sommer 2006 dirigierte er Mozarts Il sogno di Scipione bei den Salzburger Festspielen.
Von 2006 bis 2009 leitete er als Chefdirigent das Gävle Symfoniorkester in Schweden, von 2007 bis 2009 war er Musikdirektor von „Glyndebourne on Tour“, dem Tournee-Ensemble des Glyndebourne Festivals. Von 2009 bis 2018 hatte er die Position als Chefdirigent des Scottish Chamber Orchestra inne sowie von 2010 bis 2013 als Erster Gastdirigent der Bamberger Symphoniker.
Einladungen führten Robin Ticciati als Gastdirigent zu Orchestern wie dem Royal Liverpool Philharmonic Orchestra, dem Los Angeles Philharmonic Orchestra, dem Orchestra of the Age of Enlightenment, dem Mahler Chamber Orchestra, dem Gewandhausorchester Leipzig, dem Rotterdams Philharmonisch Orkest, der Accademia Nazionale di Santa Cecilia in Rom und der Sächsischen Staatskapelle Dresden.
Neben dem Konzert bildet die Oper einen gewichtigen Schwerpunkt in Robin Ticciatis dirigentischer Arbeit. Zu den Opern-Projekten, deren musikalische Leitung er übernahm, gehören Verdis Macbeth und Humperdincks Hänsel und Gretel in Glyndebourne, Brittens The Rape of Lucretia mit Ian Bostridge und Angelika Kirchschlager auf einer Europa-Tournee sowie die Salzburger Produktion von Mozart Le nozze di Figaro mit dem Orchestra of the Age of Enlightenment bei einem Japan-Gastspiel. Sein Debüt am Royal Opera House Covent Garden gab er mit Humperdincks Hänsel und Gretel. Sein Engagement am Opernhaus Zürich, bei dem er das Dirigat von Mozarts Don Giovanni übernahm, endete  mit einem Eklat. Nach nur zwei Vorstellungen gab er die musikalische Leitung der von Sebastian Baumgarten inszenierten Oper an den Generalmusikdirektor des Opernhauses Fabio Luisi ab. Der Intendant teilte als Grund für den Wechsel mit, dass Ticciati erklärt habe, nicht zu der Produktion stehen zu können.  Die Kritiken für die Regiearbeit waren vernichtend und auch Ticciati wurde bei der Premiere ausgebuht.
Im Januar 2014 wurde er als Nachfolger von Wladimir Jurowski der siebte Musikdirektor in der 77-jährigen Geschichte der Glyndebourne Festival Opera. Damit ist Ticciati der erste Musikdirektor von „Glyndebourne on Tour“, der auch Musikdirektor der Stammensembles wurde.
2016 dirigierte er das seit 2006 alljährlich stattfindende Konzert zum Nationalfeiertag in Wien.
Seit der Spielzeit 2017/18 ist Ticciati als Nachfolger von Tugan Sochijew Chefdirigent und Künstlerischer Leiter des Deutschen Symphonie-Orchesters Berlin. Am 12. November 2015 unterschrieb er in Berlin im Rahmen einer Pressekonferenz einen Fünf-Jahres-Vertrag. Im September 2020 hat er seinen Berliner Vertrag über 2022 hinaus um weitere fünf Jahre bis ins Jahr 2027 verlängert.
In der Saison 2023/2024 machten Ticciati und das DSO mit einer Initiative feministischer Musikpolitik unter dem Motto: »Kein Konzert ohne Komponistin!« auf sich aufmerksam. Noch bis Ende 2024 wird Robin Ticciati an der Spitze des Orchesters stehen.

## Auszeichnungen
- 2011 ECHO-Klassik-Preis als bester Nachwuchsdirigent des Jahres für seine Aufnahme chorsymphonischer Werke von Johannes Brahms mit den Bamberger Symphonikern und dem Chor des Bayerischen Rundfunks.
- „Award for Exceptional Young Talent“ der britischen Kritikervereinigung „Critic's Circle“.[8]
- Aufnahme in den Order of the British Empire als Officer (OBE)[9]

## Diskografie
- Johannes Brahms: Nänie, Gesang der Parzen, Alt-Rhapsodie, Schicksalslied. Dirigent: Robin Ticciati. Bamberger Symphoniker – Bayerische Staatsphilharmonie. Tudor CD 7167 SACD Hybrid

- Anton Bruckner: Messe Nr. 3 in f-moll, Dirigent: Robin Ticciati. Hanna-Elisabeth Müller, Sopran, Anke Vondung, Alt, Dominik Wortig, Tenor, Franz-Josef Selig, Bass, Chor des Bayerischen Rundfunks, Bamberger Symphoniker. Tudor CD 7193 SACD Hybrid, erschienen 2014.
- Debussy: La mer & Ariettes oubliées. Dirigent: Robin Ticciati, Deutsches Symphonie-Orchester Berlin. LINN Records CKD 550, 2017
- Ravel & Duparc: Aimer et mourir – Danses et mélodies. Dirigent: Robin Ticciati, Magdalena Kožená, Sopran, Mezzosopran, Deutsches Symphonie-Orchester Berlin. LINN Records CKD 610, 2018
- Brahms: The Symphonies. Dirigent: Robin Ticciati, Scottish Chamber Orchestra. LINN Records CKD 601, 2018
- Bruckner: Symphonie Nr. 6. Dirigent: Robin Ticciati, Deutsches Symphonie-Orchester Berlin. LINN Records CKD 620, 2019
- Debussy: Nocturnes – Duruflé: Requiem. Dirigent: Robin Ticciati, Magdalena Kožená, Sopran, Mezzosopran, Deutsches Symphonie-Orchester Berlin. LINN Records CKD 623, 2019
- Strauss: Tod und Verklärung, Don Juan, Sechs Lieder Op. 68. Dirigent: Robin Ticciati, Louise Alder, Sopran, Deutsches Symphonie-Orchester Berlin. LINN Records CKD 640, 2020